# Trèfle à quatre feuilles

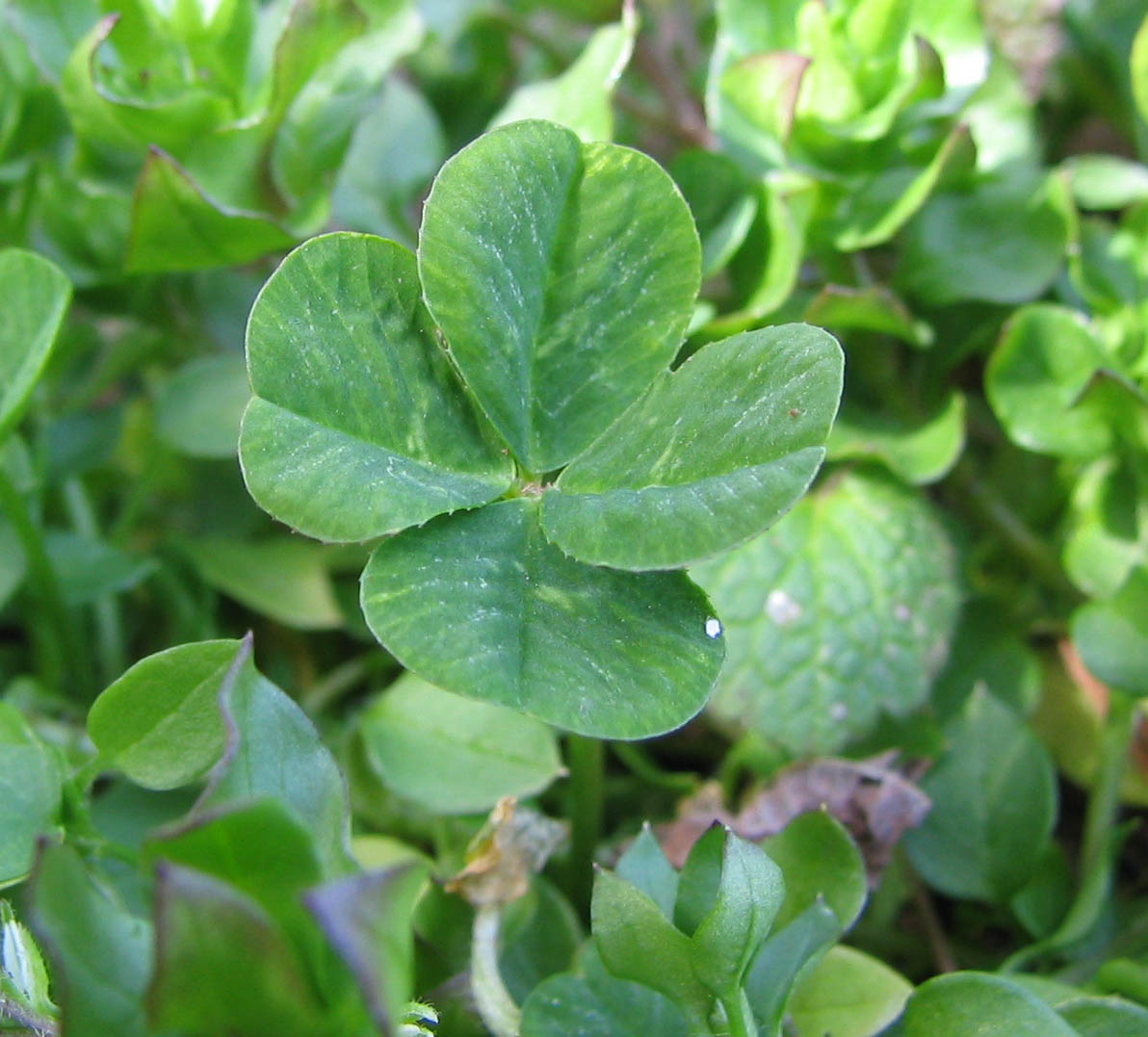
Trèfle à quatre feuilles.

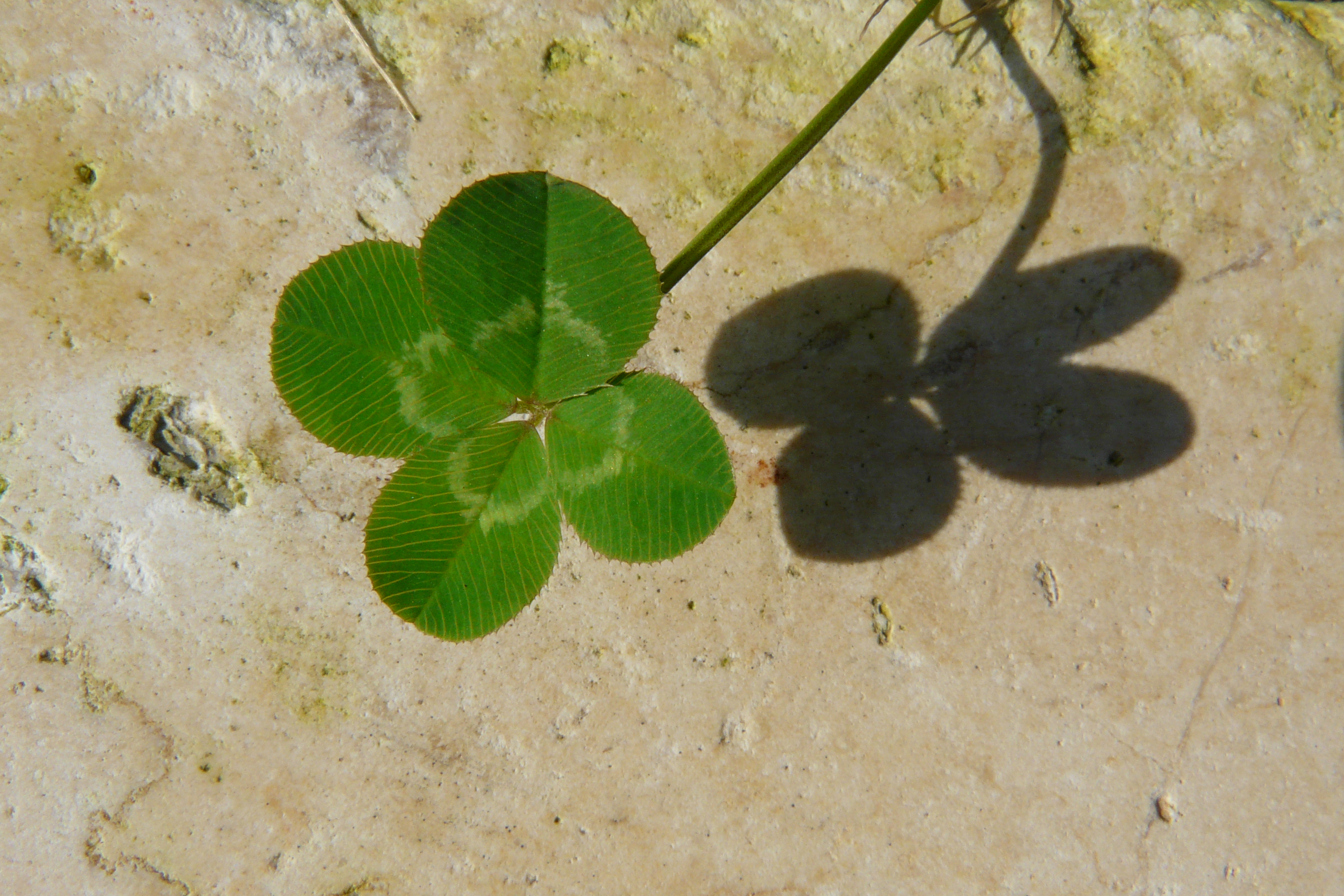

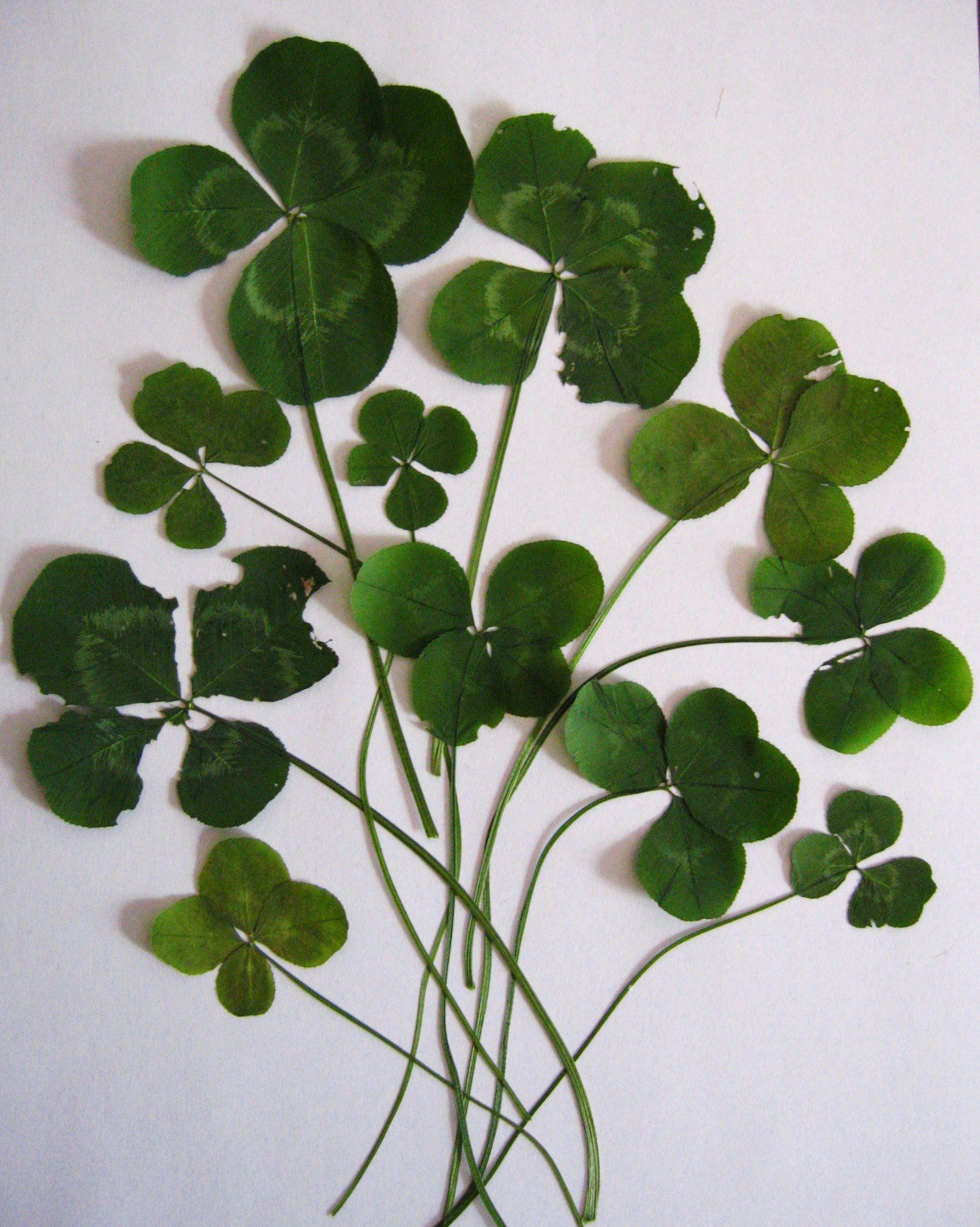

Le trèfle à quatre feuilles — « à quatre folioles » est plus exact en botanique — est une mutation, relativement rare du trèfle blanc (Trifolium repens), l'espèce la plus commune des gazons, qui lui donne une feuille exceptionnellement composée de quatre folioles ou plus au lieu des trois habituelles, la quatrième étant généralement plus petite que les autres. Il est considéré, dans la civilisation occidentale, comme un porte-bonheur.

## Botanique
Certaines personnes qui cherchent les trèfles à quatre feuilles font remarquer que certains sols seraient plus propices à contenir des spécimens à quatre feuilles et ils attribuent parfois cela à la pollution, la composition des terres et à d'autres facteurs environnementaux. On[Qui ?] a estimé qu'il y a environ 10 000 trèfles à trois feuilles pour chaque trèfle à quatre feuilles, soit la surface d'1,2 m2 d'un champ de trèfles. Selon les experts, il serait plus intéressant de chercher les trèfles à quatre feuilles au printemps, à cause de la pousse abondante et des feuilles plus vertes.
Le caractère trifoliolé est contrôlé par au moins un gène qui inhibe la production de folioles plus nombreuses. Le caractère plurifoliolé est ainsi génétiquement héréditaire ; c'est pourquoi des parents présentant l'absence de ce gène et se reproduisant entre eux peuvent produire des trèfles à quatre, cinq ou six folioles, voire plus. Le record est de 56 feuilles et a été cultivé au Japon par Shigeo Obara et cueilli le 10 mai 2009,.

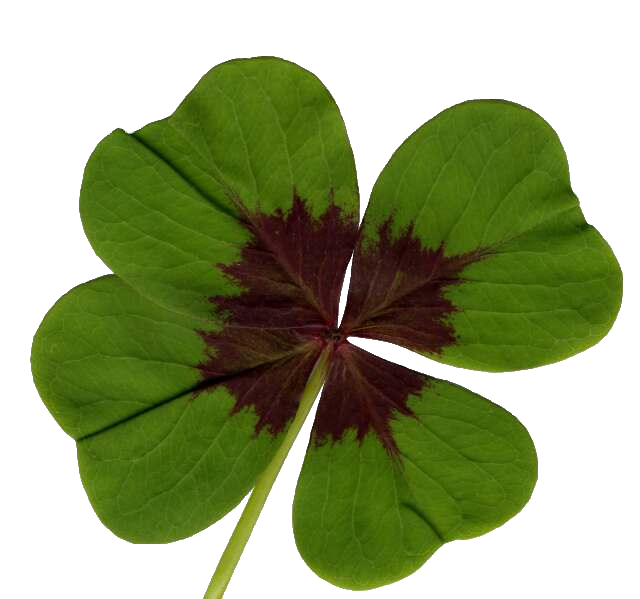
Feuille de Oxalis tetraphylla mais pas de trèfle… Souvent confondue avec le trèfle véritable.

On trouve parfois des plantes dites trèfles à quatre feuilles qui ont toujours quatre folioles. Il s'agit en réalité d'Oxalis tetraphylla. Cette espèce n'est pas un trèfle, ni de la même famille, ni du même ordre. Elle est plus proche de l'espèce Geranium.

## Dans la culture

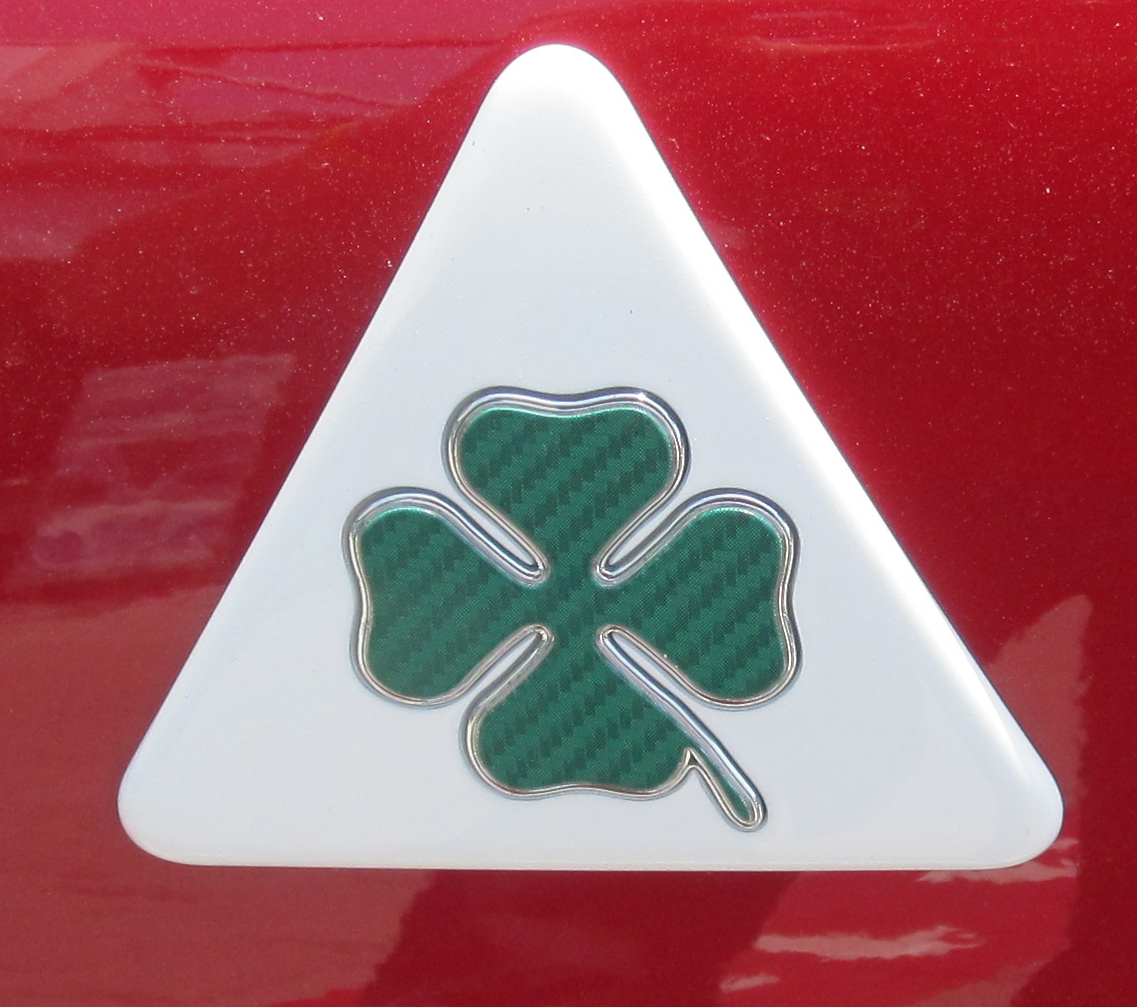
Symbole des modèles sport Alfa Romeo.

Pour Sophocle, ce trèfle renfermait un venin terrible alors que, pour le Romain Pline, il était un antidote à la morsure de serpent (théorie des signatures). On s’en servait pour créer des philtres d’amour. Les druides croyaient que le détenteur de ce trèfle avait le don de percevoir la présence des démons,.
Selon une tradition chrétienne, chaque feuille du trèfle, porté par Ève chassée de l'Éden et de forme rappelant la Croix, représente une des vertus théologales. La première feuille est pour l'espérance, la seconde est pour la foi et la troisième est pour la charité ; la quatrième feuille serait donc pour la chance. Selon une autre légende, la première apporterait la renommée, la deuxième la richesse, la troisième l'amour et la quatrième la santé. Le trèfle quadrifolium a pu également symboliser dès le Moyen-Âge la vitalité (en raison de sa vigueur), la séparation, la renaissance : il orna ainsi les sépultures. Selon la littérature courtoise, il est un gage d'amour. Aux folioles ont été aussi associés l'espoir, la foi, l'amour et la chance, voire (plus tardivement, au XIXe siècle ?) la richesse, la santé, le bonheur et l'amour, les britanniques voyant à la place du bonheur la renommée. Il convient, pour les superstitieux, de conserver sur soi un brin dudit végétal, trouvé par hasard dans la nature, à la façon d'une amulette.
Le trèfle à quatre feuilles est aujourd'hui le signe distinctif des modèles sportifs de la marque automobile italienne Alfa Romeo (Quadrifoglio, en italien). Avant la Seconde Guerre mondiale, ce symbole figurait sur ses voitures de course. Le trèfle apparut sur les Alfa Romeo en 1923 quand Ugo Sivocci en offrit un aux pilotes de l'écurie avant le départ de la 14e Targa Florio pour leur porter chance. Il devint ensuite le symbole des voitures « Alfa » préparées pour la course et aux performances améliorées.
Les collectionneurs de trèfles à quatre feuilles et plus sont des Ultratrifoliophiles, et ceux qui en trouvent des Quadrifoliistes.